# Цымбалюк, Евгений Сергеевич
Евге́ний Серге́евич Цымбалю́к (укр. Євгеній Сергійович Цимбалюк; род. 19 июня 1996, Красный Лиман, Донецкая область) — украинский футболист, защитник.

## Игровая карьера
Воспитанник донецкого «Олимпика». После того, как эта команда в сезоне 2013/14 завоевала место в Премьер-лиге, Цымбалюк был зачислен в её молодёжный состав. В дебютном сезоне 2014/15 молодой защитник сыграл 37 матчей в составе молодёжной и юношеской команд «Олимпика», забил 6 голов. 30 мая 2015 года в игре против «Ильичёвца» дебютировал в Премьер-лиге. Цымбалюк вышел в стартовом составе «олимпийцев» вместе с ещё одним дебютантом — Денисом Галенковым. Ранее оба эти футболиста попадали в заявку на кубковый матч против киевского «Динамо».